# Ropný šok

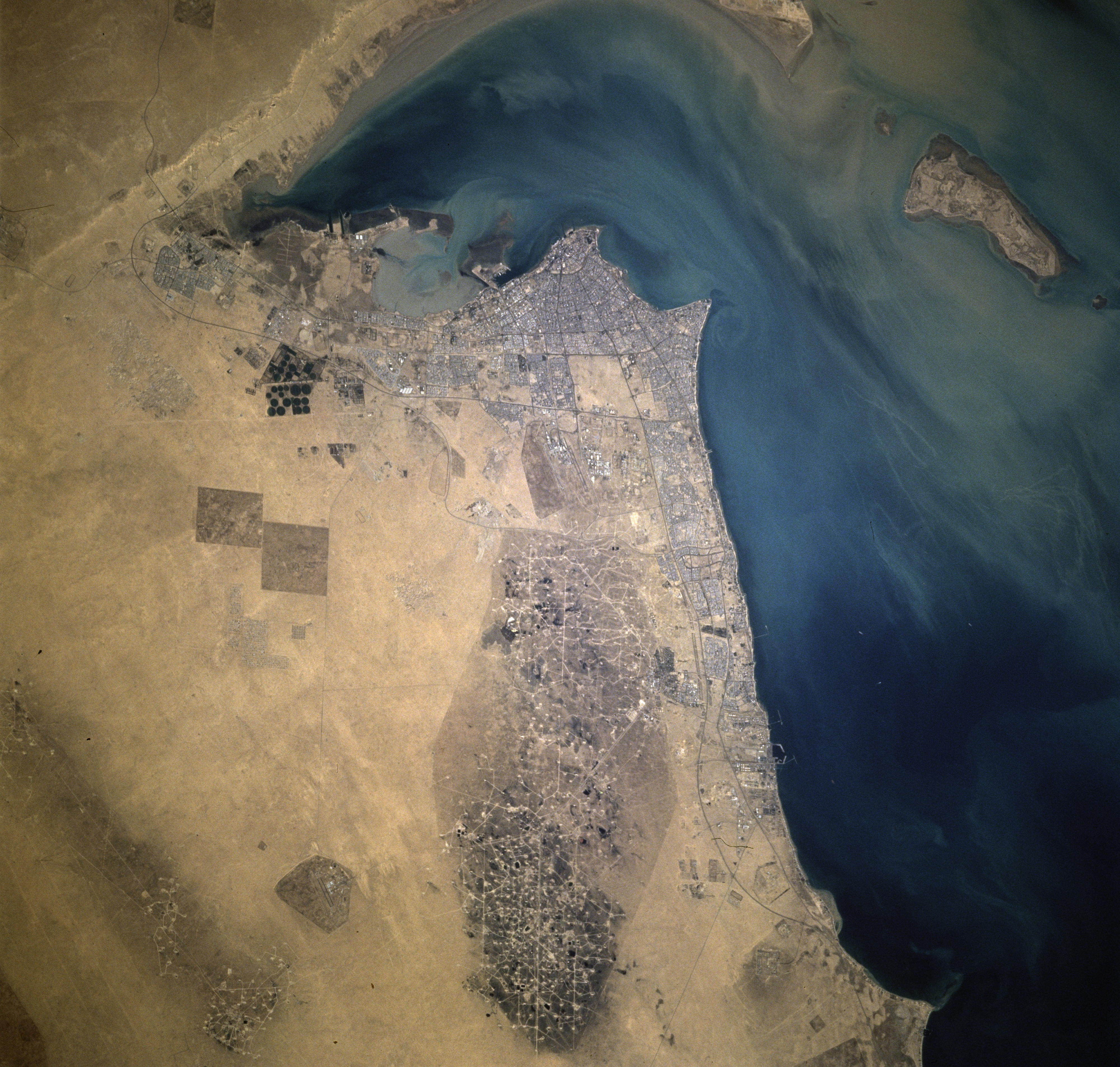
Al Burqan v Kuvajtu, druhé největší ropné pole na světě, by mělo být do 40 let vyčerpáno.

K ropnému šoku  dochází, když poptávka po ropě převýší její nabídku. Příčiny mohou být různé, od logistických problémů po politické důvody.

## Ropné embargo v roce 1973
První a prozatím největší ropný šok začal na podzim roku 1973, když Organizace zemí vyvážejících ropu (OPEC) záměrně snížila těžbu ropy (o asi 5 %), aby mohla její cenu ovlivňovat ve svůj prospěch, a zároveň vyhlásila embargo na vývoz ropy do zemí, které podporovaly Izrael během Jomkipurské války (hlavně USA a Nizozemí). Země OPEC dále vyhlásily, že embargo, zvýšená cena a nižší produkce budou trvat, dokud Izrael neopustí okupovaná území a dokud nebudou "obnovena práva palestinského lidu".
Tomuto vývoji rovněž předcházela počínající ekonomická stagnace v USA, kterou se prezident Richard Nixon pokusil zastavit odpoutáním dolaru od zlatého standardu, což vedlo k snížení hodnoty dolaru. Protože cena ropy byla (a je) určována v amerických dolarech, její vývozci za ni náhle dostávali méně. Je tedy pravděpodobné, že tyto ekonomické faktory rovněž ovlivnily rozhodnutí OPEC z října 1973. Stagnace ve Spojených státech souvisela s neúspěšnou válkou ve Vietnamu a souvisela i s klesající produkcí americké ropy od roku 1971 (která od té doby dál klesá).
Po konferenci států OPEC konané 16. - 17. října 1973 tyto státy zvýšily cenu ropy ze tří na pět USD za barel a snížili těžbu o 5%. Skokově stoupla cena i americké ropy (druh Crude Light) ze tří dolarů za barel na více než 5 dolarů. V průběhu dalšího roku se cena ropy dále zvýšila na 12 dolarů za barel. V té době většina ropy pocházela z Blízkého východu a světové hospodářství bylo na ropě závislé více než dnes.
Přestože již 5. listopadu 1973 Západ vyzval Izrael k opuštění okupovaných území (ovšem Izrael je okupoval dál), OPEC zrušil embargo na vývoz ropy do USA až 18. března 1974. Stalo se tak po sérii americko-arabských jednání na řešení palestinsko-izraelské situace. Zvýšené ceny ropy však přetrvaly. Cena a zejména nedostatek embargované ropy (zdroj energie i průmyslová surovina) především v USA způsobil hromadný krach firem (v USA, Kanadě a Evropě), rozsáhlou nezaměstnanost a následnou hlubokou hypotéční a finanční krizi, navíc následovanou vysokou inflací. Hlubokou krizi posléze vystřídala mírnější recese, která však trvala až do počátku osmdesátých let. Skončilo tak dlouhotrvající období poválečné prosperity.
Z ropného šoku profitovali ropní vývozci, především země OPEC ale např. i Sovětský svaz (podle některých historiků zvýšené devizové příjmy pomohly udržet sovětskou ekonomiku nad vodou mnohem déle, než by bývala byla sama od sebe schopná). Naopak nejhůře postiženi byli dovozci ropy ve Třetím světě.
Dlouhodobé důsledky ropného embarga zahrnovaly snahy o úspory energií, objevy nových ropných nalezišť a restriktivnější monetární politiku, která se agresivněji snažila snížit inflaci. Západní Evropa a Japonsko, do té doby spíše pro-izraelské, začaly zaujímat více pro-arabská stanoviska, což vytvořilo napětí vůči USA (Spojené státy dovážely z Blízkého východu pouze 12 % ropy, oproti 80 % u západoevropských zemí a více než 90 % u Japonska).
Výsadní postavení kartelu OPEC dlouho nevydrželo. Přispěl k tomu začátek těžby v dosud nevyužívaných nalezištích (např. v Severním moři) a nejednotnost členských zemí, z nichž některé tlačily na opětovné zvýšení produkce. Snížená poptávka po ropě, daná ekonomickou recesí, a nadměrná produkce vedly pak v polovině osmdesátých let k propadu cen.

## Druhý ropný šok v roce 1979
Druhé razantní zvýšení cen ropy nastalo po Íránské revoluci v roce 1979, kdy nový islámský režim začal vyvážet méně ropy než dříve. Ostatní země OPEC zvýšily těžbu a výsledné celkové snížení světové produkce bylo pouze okolo 4 %, nicméně vinou rozsáhlé paniky se ceny ropy zvýšily mnohem více, než odpovídalo vážnosti situace. Cena ropy se zvedla až na 90 dolarů za barel (v dnešních cenách).

## Válka v Zálivu v roce 1990
Krátkodobé zvýšení cen ropy se odehrálo během invaze Iráku do Kuvajtu v roce 1990 a následné války v Zálivu. Cena vzrostla z průměrných 13 až 14 dolarů na 50 dolarů za barel.

## Zvýšení cen ropy v letech 2004/2005
V lednu 1999 dosáhla cena ropy výrazného minima 12 dolarů za barel, kdy asijská ekonomická krize snížila poptávku. Od této hodnoty cena ropy začala stoupat až na maximum 70,85 dolarů za barel 29. srpna 2005 v důsledku hurikánu Katrina.
Tehdejší ropná krize byla zřejmě způsobena na jedné straně stále rostoucí poptávkou, nejvíc v jihovýchodní Asii (zejména v Číně), a na druhé straně nedostatečnou kapacitou rafinérií hlavně v USA. Ropný ekonom Dr. Mamdouh Salameh jako další důvod zvýšení cen vidí invazi Američanů do Iráku. Zastánci Hubbertovy teorie v této souvislosti tvrdili, že jak se přibližujeme datu konečného vrcholu těžby, neustále se zmenšuje tzv. rezervní těžební kapacita, tj. množství ropy, o které mohou těžařské firmy krátkodobé zvýšit svoji produkci v případě převisu poptávky. Tato rezervní těžební kapacita byla na svém historickém minimu a tvořila pouhá dvě procenta celosvětové produkce (ještě několik let předtím se pohybovala v rozmezí 8–10 procent). Relativně lokální výpadky těžby, jako byl hurikán Katrina, pak vyvolávají velké výkyvy v ceně ropy. Odpůrci Hubbertovy teorie pokles rezervní těžební i rafinérské kapacity připisovali chronicky nedostatečným investicím kvůli dlouhodobě nízké ceně ropy.

## Růst cen ropy v roce 2008
V první polovině roku 2008 začínají ceny ropy viditelně zasahovat do leteckého cestovního průmyslu.

## Propad cen ropy v roce 2014
V roce 2014 si ceny ropy na světových trzích prošly výrazným propadem. Zatímco v červnu roku 2014 se cena za barel ropy pohybovala kolem 115 amerických dolarů, k lednu 2015 se propadla až na hranici 50 dolarů. Příčinou tohoto prudkého propadu byla zejména obrovský přebytek těžby černého zlata. Ten byl způsoben rozvojem těžby břidlicového plynu v USA a rozhodnutím OPEC nesnížit produkci ropy, aby neztratila podíl na trhu. Pokles poptávky v roce 2020 vedl v záporným cenám ropy.

## Budoucnost
Nelze pochopitelně přesně předpovědět, jak velké šoky zažije svět v budoucnu, faktem však je, že ropa je zdroj neobnovitelný a těžena je již 150 let. Svět jí spotřebovává 100 milionů barelů denně a tato spotřeba neustále roste. Každý rok tak svět spotřebuje tolik ropy, že by jí dokázal naplnit Balatonské jezero. Naopak, objevování nových nalezišť od 60. let 20. století klesá a od roku 1980 nedokáže ropa z nových nalezišť pokrýt přírůstek poptávky. Doba příchodu budoucího ropného šoku se podle různých zdrojů liší: zatímco nejoptimističtější odhady říkají, že poslední ropný šok zažijeme za 30 až 40 let, existují již nyní studie, které tvrdí, že vrchol produkce ropy nastal již v roce 2006.